# Православна црква Украјине
Православна црква Украјине (укр. Православна церква України) је делимично призната, самопрокламована аутокефална црква са достојанством митрополије. Налази се на 15. мјесту у диптиху према издању Цариградске патријаршије.
Постоји још и Украјинска православна црква под јурисдикцијом Руске православне цркве.
24. маја 2023. године Архијерејски сабор доноси одлуку о потпуном преласку на прерађени јулијански календар и да ће се овај прелазак извршити 1. септембра 2023. Одлучено је и да се сазове Помесни сабор 27. јула 2023. године, који ће коначно одобрити прелазак на ревидирани јулијански календар.

## Споран статус
Православна црква Украјине (ПЦУ) настала је уједињењем двије расколничке вјерске организације: Украјинске православне цркве Кијевског патријархата (УПЦ КП) и Украјинске аутокефалне православне цркве (УАПЦ). У државном регистру је званично уписана под називом Кијевска митрополија Украјинске православне цркве (Православне цркве Украјине).
Прокламовани статус аутокефалне цркве установљен је од васељенског патријарха путем издавања патријаршијског и синодског томоса. Међутим, Руска православна црква и већина помјесних цркава не признају канонски статус новостворене ПЦУ. Признати канонски статус ужива Украјинска православна црква као самоуправна црква с правима широке аутономије под јурисдикцијом Руске православне цркве.

## Организација
Основни акт Православне цркве Украјине којим се прописује њено устројство је Устав Православне цркве Украјине (укр. Статут Православної церкви України). Новостворена ПЦУ се одређује као дио „Једне, Свете, Саборне и Апостолске Цркве” која се кроз Цариградску патријаршију налази у јединству са осталим православним аутокефалним црквама. Нема јурисдикцију над украјинском дијаспором будући да је уставно прописано да се православни хришћани украјинског поријекла искључиво налазе под влашћу епархијских архијереја Цариградске патријаршије у дијаспори.
На челу Православне цркве Украјине стоји „митрополит кијевски и све Украјине” (укр. митрополит Київський і всієї України). Бира га Помјесни сабор из реда три кандидата која предлаже Свети архијерејски сабор. Помјесни сабор је највиша власт и састоји се из свих архијереја и представника свештенства и световњака. Свети архијерејски сабор је законодавна власт и састоји се из епархијских архијереја. Извршни орган је годишњи (стални) Свети синод и састоји се из митрополита и 12 епархијских архијереја. Свештенство Православне цркве Украјине има право „апелације” ка васељенском патријарху на одлуке судских органа ПЦУ.

## Унутрашњи раскол
Приликом уједињења у јесен 2018. године, одлучено је да се Филарету Денисенку, дотадашњем поглавару Кијевског патријархата, остави наслов почасног патријарха кијевског, а митрополит Епифаније Думенко се тим поводом обавезао да ће се у свим кључним питањима из области унутрашње црквене управе консултовати са Филаретом. Међутим, већ током пролећа 2019. године, између Епифанија и Филарета је дошло до спора око низа питања која су се односила на уређење унутрашње црквене управе и промену статуса дотадашњих епархија у дијаспори. Услед продубљивања кризе, у јуну исте године дошло је до унутрашњег раскола, након чега је струја око почасног патријарха Филарета Денисенка извршила обнављање Кијевског патријархата, чиме је означен почетак бројних спорова који се између две организације воде не само око црквених питања, већ и око имовинских и других права.